# Episodi di The Glades (prima stagione)

Immagine dalla sigla alternativa della serie televisiva

La prima stagione della serie televisiva The Glades, composta da tredici episodi, è stata trasmessa in prima visione negli Stati Uniti d'America dal canale via cavo A&E Network dall'11 luglio al 3 ottobre 2010.
In Italia la stagione è stata trasmessa in prima visione da Fox, canale a pagamento della piattaforma satellitare Sky, dal 13 giugno al 29 agosto 2011; in chiaro è trasmessa da TOP Crime dal 31 maggio 2016.
| nº | Titolo originale          | Titolo italiano           | Prima TV USA      | Prima TV Italia |
| -- | ------------------------- | ------------------------- | ----------------- | --------------- |
| 1  | Pilot                     | Amici e nemici            | 11 luglio 2010    | 13 giugno 2011  |
| 2  | Bird in the Hand          | Specie in estinzione      | 18 luglio 2010    | 20 giugno 2011  |
| 3  | A Perfect Storm           | Tempesta emotiva          | 25 luglio 2010    | 27 giugno 2011  |
| 4  | Mucked Up                 | Infangato                 | 1º agosto 2010    | 4 luglio 2011   |
| 5  | The Girlfriend Experience | Come da copione           | 8 agosto 2010     | 11 luglio 2011  |
| 6  | Doppelganger              | Istinto omicida           | 15 agosto 2010    | 18 luglio 2011  |
| 7  | Cassadaga                 | Alibi paranormale         | 22 agosto 2010    | 25 luglio 2011  |
| 8  | Marriage Is Murder        | Amori clandestini         | 29 agosto 2010    | 1º agosto 2011  |
| 9  | Honey                     | Identità tribale          | 5 settembre 2010  | 8 agosto 2011   |
| 10 | Second Chance             | Le due facce della verità | 12 settembre 2010 | 8 agosto 2011   |
| 11 | Booty                     | Cacciatore di tesori      | 19 settembre 2010 | 15 agosto 2011  |
| 12 | Exposed                   | Duplice vendetta          | 26 settembre 2010 | 22 agosto 2011  |
| 13 | Breaking 80               | Sangue sull'erba          | 3 ottobre 2010    | 29 agosto 2011  |

## Amici e nemici
- Titolo originale: Pilot
- Diretto da: Peter O'Fallon
- Scritto da: Clifton Campbell

### Trama
- Ascolti USA: telespettatori 3 553 000[1]

## Specie in estinzione
- Titolo originale: Bird in the Hand
- Diretto da: Peter O'Fallon
- Scritto da: Matt Witten

### Trama
- Ascolti USA: telespettatori 3 349 000[2]

## Tempesta emotiva
- Titolo originale: A Perfect Storm
- Diretto da: Timothy Busfield
- Scritto da: Alfonso H. Moreno

### Trama
- Ascolti USA: telespettatori 2 916 000[3]

## Infangato
- Titolo originale: Mucked Up
- Diretto da: Randall Zisk
- Scritto da: Elle Johnson

### Trama
- Ascolti USA: telespettatori 3 290 000[4]

## Come da copione
- Titolo originale: The Girlfriend Experience
- Diretto da: Tim Hunter
- Scritto da: Lee Goldberg e William Rabkin

### Trama
Longworth riceve una chiamata da Daniel che lo avverte della morte di Carlos. In realtà Carlos è vivo e vegeto, vittima a quanto pare di furto di identità. Longworth riesce a rintracciare la fidanzata di Carlos, che potrebbe essere coinvolta nella faccenda.
- Ascolti USA: telespettatori 3 104 000[5]

## Istinto omicida
- Titolo originale: Doppelganger
- Diretto da: Guy Ferland
- Scritto da: Matt Witten (soggetto) e David J. Burke (sceneggiatura)

### Trama
- Ascolti USA: telespettatori 2 799 000[6]

## Alibi paranormale
- Titolo originale: Cassadaga
- Diretto da: Bill Eagles
- Scritto da: Alfonso H. Moreno

### Trama
- Ascolti USA: telespettatori 3 320 000[7]

## Amori clandestini
- Titolo originale: Marriage Is Murder
- Diretto da: Jonathan Frakes
- Scritto da: Tom Garrigus

### Trama
- Ascolti USA: telespettatori 3 080 000[8]

## Identità tribale
- Titolo originale: Honey
- Diretto da: Colin Bucksey
- Scritto da: Elle Johnson

### Trama
- Ascolti USA: telespettatori 3 210 000[9]

## Le due facce della verità
- Titolo originale: Second Chance
- Diretto da: Tricia Brock
- Scritto da: Tom Garrigus

### Trama
- Ascolti USA: telespettatori 3 080 000[10]

## Cacciatore di tesori
- Titolo originale: Booty
- Diretto da: Elodie Keene
- Scritto da: Lee Goldberg e William Rabkin

## Duplice vendetta
- Titolo originale: Exposed
- Diretto da: Gary A. Randall
- Scritto da: Alfonso H. Moreno

## Sangue sull'erba
- Titolo originale: Breaking 80
- Diretto da: Dennie Gordon
- Scritto da: Matt Witten e Alfonso H. Moreno